# 雙向圖

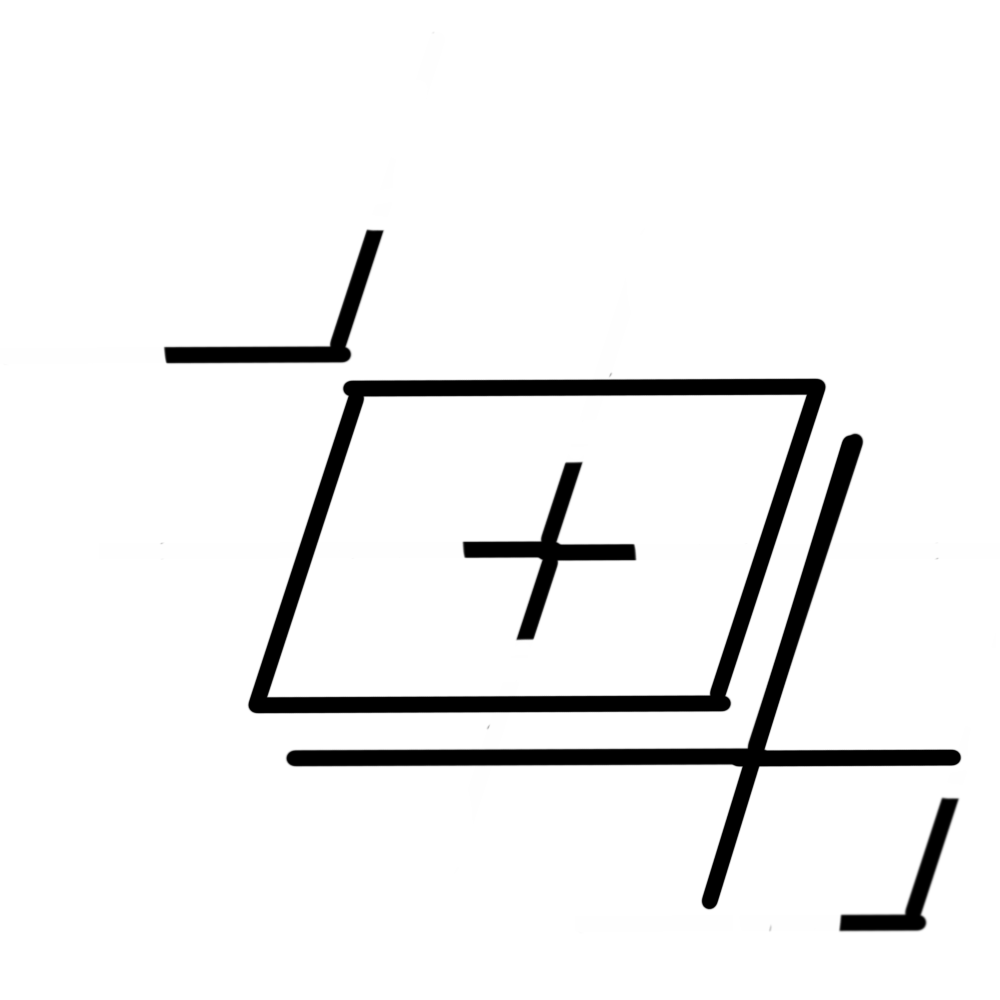
「男」「女」的雙向圖。將它180度旋轉來看到另外一個字

雙向圖（英語：ambigram，或叫）不只是把字語對換的形式，而是從不同方向也可以閱讀、圖形式的文字。雙向圖可以是一些字組成的，方向不同、字相同型式的雙向圖比較多，不過也有方向不同、字也不同型式的雙向圖。美國學者侯世達（Douglas Richard Hofstadter）也把雙向圖描述為「把兩種不同讀法字擠進同一個曲線的的筆記體設計」。

## 歷史
據美國設計家约翰·兰登的說法，雙向圖是蘭登與美籍韓裔設計家史考特·金（Scott Kim）在1970年代時，兩人各別進化發展而來的。。史考特·金在1981年出版第一本的雙向圖集時，是用『Inversions（反轉）』做為標題出版的。而最早提及「ambigram（雙向圖）」這個字的第一本書是侯世達所著，侯世達從1983年到1984年，在友人們的團隊中，才始稱其為雙向圖。侯世達所著的《哥德爾、埃舍爾、巴赫》1999年版的封面中，所用的是「三維雙向圖」(3-dimensional Ambigram)。

## 雙向圖的種類
雙向圖的種類大致分為這幾類：

### 旋轉雙向圖（Rotational）
|  | 旋轉式的雙向圖，通常是180度回轉，有些也有90度或45度回轉。回轉前與回轉後一般是相同的字詞，也有些顯示不同的字。這叫做是「Symbiotogram Ambigram」，簡單的例子：像是「dn」（「down」的小寫略記法）180度回轉讀作「up」。 這個「Candy」（「糖果」英語）旋轉後還是一個字詞（這裏就是旋轉180度後都是「Candy」），所以是一個旋轉雙向圖。上面的「男」「女」雙向圖也是一個旋轉雙向圖 |

### 鏡像雙向圖（Mirror）
| 「鏡像文字」既可有垂直軸反射之形、亦可有水平軸反射之形。舉例來說、大寫的「CHOICE」就是水平軸反射的一種。 |

### 互為圖地（Figure-ground）
雙向圖中也有類似圖地反轉的設計。

### 鏈狀雙向圖（Chain）
把字語（有時是語句）弄成鏈狀排列。其中也可能包含「旋轉雙向圖」和「鏡像雙向圖」。通常從中間就可以看出原本的字。用到旋轉雙向圖時常常是環狀排列（昇陽電腦的商標就是一種），而中文的環狀迴文也是類似的設計。

### 空間充填（Space-filling）
與鏈狀雙向圖類似，在二維的平面充填補滿雙向圖的設計。

### 碎形（Fractal）
是空間充填的一種、其中的語詞自體分岐、以自相似的方法把文字排成像碎形一樣。史考特·金設計的「TREE」就是其中一例。

### 三向圖（3-dimensional）
利用三視圖的原理構成三種設計，並以此生成立體。
|  | 不同角度觀看時，就會看到不同的文字的設計，這其中運用到了構造實體幾何（Constructive Solid Geometry，CSG）。 |

### 視點移轉（Perceptual shift）
|  | 以不對稱的文字設計，表達出不同的文字。 |

### 自成雙向（Natural）
因印刷上造型的必要，一般的文字就可能會產生對稱形的雙向圖。例如「dollop」與「suns」就是旋轉雙向圖、「bud」則是垂直軸反射的鏡像雙向圖、大寫的「OXIDE」是水平軸反射的鏡像雙向圖。還有，直寫大寫的「TOOTH」也是垂直軸反射的鏡像雙向圖。

## 例子

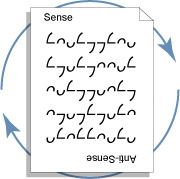
AmbiScript 就是用雙向圖來幫助遺傳子資料操作解析。

平面設計中，雙向圖運用了錯視、對稱性、下是一種視覺的享樂。因為它獨特的對稱性，宣傳logo、書本及專輯封面、刺青的設計經常利用到雙向圖。

### 書本
- Panama Oxridge『Justin Thyme （页面存档备份，存于）』 - 「Justin」的標識180度回轉就看到Rotational Ambigram的「Thyme」。
- 日本作家結城浩的《數學少女》 - 故事中登場圖書館的標誌及藏書印是左右對稱雙向圖。
- 日本小說家西尾維新的名字羅馬字「NISIOISIN」，以NISIO的O為中心180°回轉，也是一種雙向圖。

### 音樂
- - 瑞典樂團ABBA的logo。
- 日本音樂人吉川晃司的logo。
- 美國樂團九寸釘的標識
- ANGEL（Casablanca Records、1977年）的logo，由Robert Petrick設計。[6]
- 5th PROJEKT專輯《CiRCADiAN》的封面。
- 英國樂團披頭四成員保羅·麥卡尼的專輯《後院中的創作與混亂》的Alternate cover的球的名字。
- BRAHMAN「ANTINOMY」的logo。180度回轉讀做「BRAHMAN」「ANTINOMY」。

### 其他
- 德羅寧汽車公司（DeLorean Motor Company）的標誌。
- 華納音樂集團的Blacksmith唱片（Blacksmith Records）標誌。[7]
- NASA靜止環境觀測衛星（GOES）的標誌，由史考特·金所設計。
- 日本國有鐵道的標誌，1958年公開徵集所得。
- Mosuki網站的logo。the online calendar sharing site （页面存档备份，存于）
- Newman的logo，由法國裔美國工業設計師雷蒙德·洛威（Raymond Fernand Loewy）設計。[8]
- 電影《公主新娘》（The Princess Bride）20周年紀念版DVD的標題字。[9]
- 昇陽電腦的商標，由史丹福大學教授禾根·普拉特（Vaughan Pratt）於1982年設計。
- 2018年日本競艇比賽「GI王者決定戰」海報，由日本藝術家野村一晟設計。[10]

## 脚注
1. ↑  . The Telegraph. April 11, 2005  [2007-09-30]. （原始内容存档于2007-10-14）.
2. ↑  .   [2011-08-30]. （原始内容存档于2009-03-08）.
3. ↑  在Flickr可見的互為圖地式雙向圖 （页面存档备份，存于）。憑白底黑字見「BLOCK」，憑黑底白字見「BABY」。
4. ↑  TREE
5. ↑  David A. Rozak, Anthony J. Rozak. . BioTechniques. 2008-05, 44 (6): 811–813  [2021-01-02]. ISSN 0736-6205. doi:10.2144/000112727 （英语）.
6. ↑  .   [2011-08-30]. （原始内容存档于2016-03-07）.
7. ↑  .   [2011-08-30]. （原始内容存档于2011-02-08）.
8. ↑  .   [2011-08-30]. （原始内容存档于2007-08-07）.
9. ↑  .   [2011-08-30]. （原始内容存档于2018-12-15）.
10. ↑  .   [2017-12-30]. （原始内容存档于2018-05-28）.

## 外部連結
- Ambigrams, Logos, Word Art by graphic artist John Langdon
- Inversions by Scott Kim
- 罅ワレ回文 <MY CRACKED PALINDROMES> （页面存档备份，存于） by tsukene
- Ambigram Laboratory （页面存档备份，存于） by igatoxin
- kawaharAmb （页面存档备份，存于） by kawahar
- 窮鼠日記 （页面存档备份，存于） by oyadge01
- 回文ユンブイカ （页面存档备份，存于） by カー・イーブン
- 意瞑字査印 （页面存档备份，存于） by image sign
- 60min.x24hr.com  by lszk
- Ambigram.Matic automatic Ambigram generator
- 日语雙向圖40 （页面存档备份，存于）
- 雙向圖研究室 （页面存档备份，存于）
- Ambigram Generator （页面存档备份，存于）